# 泰梅爾（多爾干-涅涅茨）自治區
泰梅爾（多爾干-涅涅茨）自治區（俄語：Таймырский (Долгано-Ненецкий) автономный округ），是俄羅斯一個已不存在的聯邦主體，屬克拉斯诺亚斯克边疆区。面積 862,100 km²，人口39,786（2002年）。首府杜金卡。
多爾幹和涅涅茨指的是當地的原住民—多爾幹人和涅涅茨人。根據2005年4月17日的公民投票，泰梅尔（多尔干-涅涅茨）自治区與埃文基自治区於2007年1月1日併入克拉斯诺亚斯克边疆区。現為該邊疆區下轄的泰梅爾多爾干-涅涅茨區。

## 參看
- 涅涅茨自治区
- 亚马尔-涅涅茨自治区